# River Phoenix
River Jude Phoenix (nacido Bottom; Madras, Oregón, 23 de agosto de 1970-West Hollywood, California, 31 de octubre de 1993) fue un actor y músico estadounidense. Phoenix era conocido como actor adolescente antes de asumir papeles protagónicos en películas aclamadas por la crítica. Recibió numerosos elogios, incluida la Copa Volpi y el Premio Independent Spirit, así como nominaciones al Premio Independent Spirit y al Globo de Oro.
Phoenix creció en una familia itinerante, como hermano mayor de Rain Phoenix, Joaquin Phoenix, Liberty Phoenix y Summer Phoenix. Comenzó su carrera como actor a los diez años en comerciales de televisión. Sus primeros papeles cinematográficos incluyen Explorers (1985), Stand by Me (1986) y The Mosquito Coast (1986). Phoenix hizo una transición hacia papeles más orientados a los adultos y obtuvo una nominación al premio Óscar al mejor actor de reparto por su papel en el drama de Sidney Lumet Running on Empty (1988). Obtuvo la Copa Volpi al mejor actor y el Premio Independent Spirit al mejor protagonista masculino por su interpretación de Michael Waters, un estafador gay en busca de su madre separada en el drama de Gus Van Sant My Own Private Idaho (1991).
Phoenix murió a los veintitrés años por una intoxicación combinada de drogas en West Hollywood en las primeras horas de Halloween de 1993, después de haber sufrido una sobredosis de cocaína y heroína (una mezcla comúnmente conocida como speedball) en The Viper Room.

## Biografía y carrera artística

### 1970-1979: primeros años de vida y educación
River Jude Phoenix nació el 23 de agosto de 1970 en Madras, Oregón, el primer hijo de Arlyn Dunetz y John Lee Bottom. Tiene cuatro hermanos menores, Rain (nacida en 1972), Joaquin (nacido en 1974), Liberty (nacida en 1976) y Summer (nacida en 1978), así como una media hermana paterna, Jodean (nacido en 1964). Los padres de Phoenix lo llamaron así por el river of life de la novela de Hermann Hesse Siddhartha, y recibió su segundo nombre de la canción de The Beatles «Hey Jude». En una entrevista con People, Phoenix describió a sus padres como «hippies». Su madre nació en Nueva York de padres judíos cuyas familias habían emigrado de Rusia y Hungría. Su padre era un católico no practicante de Fontana, California, de ascendencia inglesa, alemana y francesa. En 1968, Arlyn abandonó a su familia y viajó por todo Estados Unidos. Mientras hacía autostop en California conoció a John Lee Bottom. Se casaron el 13 de septiembre de 1969, menos de un año después de conocerse.
La familia de Phoenix se mudó a través del país cuando él era muy joven. Phoenix ha afirmado que vivían en una «situación desesperada». Phoenix solía tocar la guitarra mientras él y su hermana cantaban en las esquinas para pedir dinero y comida para mantener a su familia en constante crecimiento. Phoenix nunca asistió a la escuela formal. La guionista Naomi Foner comentó más tarde: «Carecía total, totalmente sin educación. Quiero decir, sabía leer y escribir, y tenía apetito por ello, pero no tenía raíces profundas en ningún tipo de sentido de la historia o la literatura». George Sluizer afirmó que Phoenix era disléxico.

#### Culto a los hijos de Dios
En 1973, la familia se unió a la organización religiosa conocida como «Hijos de Dios». Su familia se instaló en Caracas, Venezuela, donde los Hijos de Dios los habían destinado a trabajar como misioneros y recolectores de frutos. Según Vanity Fair, Phoenix fue violado cuando tenía cuatro años. En una entrevista con la revista Details en noviembre de 1991, Phoenix declaró que perdió su virginidad a los cuatro años con otros niños mientras estaba en los Hijos de Dios, pero que la había «bloqueado». Aunque Phoenix rara vez hablaba de la secta, fue citado en un artículo publicado en Esquire en 1994 diciendo: «Son repugnantes, están arruinando la vida de las personas». En 2019, su hermano Joaquín afirmaría que River estaba bromeando, diciendo: «Fue literalmente una broma, porque estaba muy cansado de que la prensa le hiciera preguntas ridículas». Finalmente, Arlyn y John se desilusionaron con la «Iglesia» y abandonaron la secta en 1977. En la entrevista antes mencionada con la revista Details, Phoenix dijo que fue «completamente célibe» entre los diez y los catorce años.

### 1980-1985: primeros trabajos y experiencia como actor
De regreso a Estados Unidos, Arlyn comenzó a trabajar como secretaria para una emisora NBC y John como arquitecto de exteriores. La agente de talentos Iris Burton vio a River, Joaquín y sus hermanas Summer y Rain cantando por unas monedas en Westwood, Los Ángeles, y quedó tan encantada con la familia que pronto representó a los cuatro hermanos.
Phoenix comenzó a hacer comerciales para Mitsubishi, Ocean Spray y Saks Fifth Avenue, y poco después, él y los otros niños fueron contratados por la directora de casting de Paramount Pictures, Penny Marshall. River y Rain fueron asignados inmediatamente a un espectáculo llamado Real Kids como artistas de preparación para el público. En 1980, Phoenix comenzó a dedicarse plenamente a su carrera como actor, haciendo su primera aparición en un programa de televisión llamado Fantasy cantando con su hermana Rain. En 1982, Phoenix fue elegido para la efímera serie de televisión de CBS, Seven Brides for Seven Brothers, en la que interpretó al hermano menor, Guthrie McFadden. Phoenix llegó a las audiciones con su guitarra y rápidamente irrumpió en una convincente personificación de Elvis Presley, encantando al productor del programa. A esta edad, Phoenix también era un consumado bailarín de claqué.
Casi un año después de que terminara Seven Brides en 1983, Phoenix encontró un nuevo papel en la película para televisión de 1984 Celebrity, en la que interpretó el papel del joven Jeffie Crawford. Aunque solo apareció en pantalla durante unos diez minutos, su personaje fue central. Menos de un mes después de Celebrity llegó el especial extraescolar de ABC: Backwards: The Riddle of Dyslexia. Phoenix interpretó a un niño que descubre que tiene dislexia. Joaquín protagonizó un pequeño papel junto a su hermano. En septiembre, se emitió el episodio piloto de la serie de televisión de corta duración It's Your Move. Phoenix fue elegido como Brian y solo tuvo una línea de diálogo. También interpretó al hijo de Robert Kennedy, Robert F. Kennedy Jr., en la película para televisión Robert Kennedy and His Times. Después de que su papel en Dyslexia fuera aclamado por la crítica, Phoenix fue elegido casi de inmediato para un papel importante en la película para televisión Surviving: A Family in Crisis. Interpretó a Philip Brogan junto a Molly Ringwald y Heather O'Rourke. A mitad del rodaje de Surviving, Iris Burton se puso en contacto con él sobre un posible papel en la película Explorers.
En octubre de 1984, Phoenix consiguió el papel del científico geek Wolfgang Müller en la película de ciencia ficción de gran presupuesto Explorers de Joe Dante junto a Ethan Hawke, y la producción comenzó poco después. Estrenado en el verano de 1985, este fue el primer papel importante de Phoenix en una película. En octubre de 1986, Phoenix coprotagonizó junto a Tuesday Weld y Geraldine Fitzgerald la aclamada película para televisión de CBS Circle of Violence: A Family Drama, que contaba una historia de abuso doméstico a personas mayores. Este fue el último papel televisivo de Phoenix antes de alcanzar el estrellato cinematográfico.

### 1986-1993: proyectos innovadores y finales

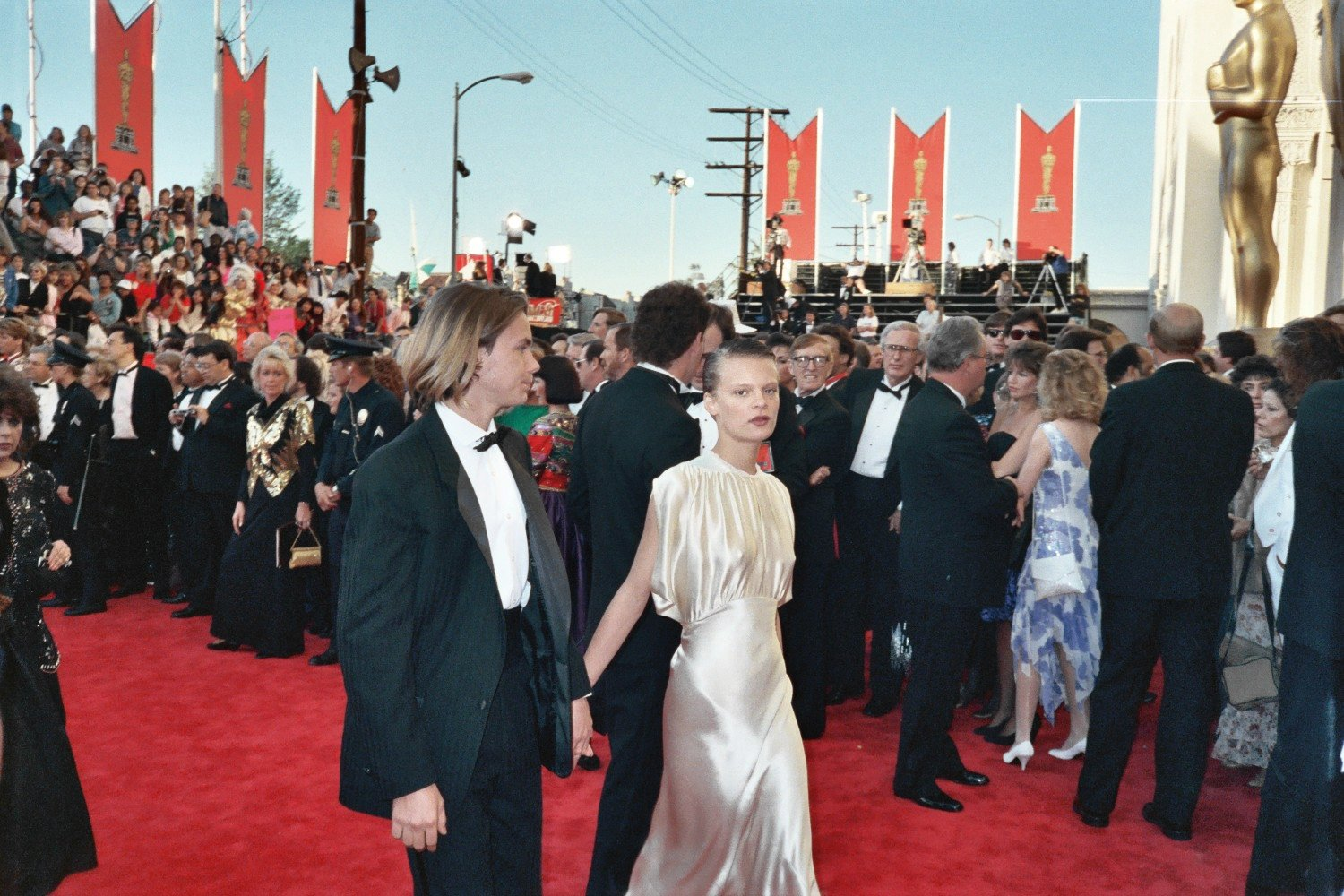
Phoenix y Martha Plimpton en la alfombra roja de la 61.ª edición de los Premios Óscar en marzo de 1989.

Phoenix tuvo un papel importante en la popular película sobre la mayoría de edad de Rob Reiner Stand by Me (1986), que lo convirtió en un nombre familiar a los dieciséis años. El rodaje comenzó el 17 de junio de 1985 y terminó a finales de agosto de 1985, lo que convirtió a Phoenix 14 en la mayor parte (si no toda) de la película. The Washington Post opinó que Phoenix le dio a la película su «centro de gravedad». Phoenix comentó: «La verdad es que me identifiqué tanto con el papel de Chris Chambers que si no hubiera tenido a mi familia con quien volver después del rodaje, probablemente habría tenido que ver a un psiquiatra». Más tarde ese año, Phoenix completó The Mosquito Coast (1986) de Peter Weir, interpretando al hijo de los personajes de Harrison Ford y Helen Mirren. «Obviamente iba a ser una estrella de cine», observó Weir. «Es algo aparte de la capacidad de actuación. Laurence Olivier nunca tuvo lo que River tuvo». Durante el rodaje de cinco meses en Belice, Phoenix comenzó un romance con su coprotagonista Martha Plimpton, una relación que continuó de alguna forma durante muchos años. Phoenix se sorprendió por la mala recepción de la película y se sintió más seguro de su trabajo que en Stand by Me.
A continuación, Phoenix fue elegido como protagonista de la comedia dramática para adolescentes A Night in the Life of Jimmy Reardon (1988), pero quedó decepcionado con su actuación: «No resultó como pensaba, y puse el La culpa es mía. Quería hacer una comedia, y definitivamente fue exagerado, pero no estoy seguro de ser la persona adecuada para el papel». También en 1988, Phoenix protagonizó Little Nikita junto a Sidney Poitier. Durante este tiempo, la familia Phoenix continuó mudándose con regularidad, trasladándose más de cuarenta veces cuando Phoenix tenía dieciocho años. Phoenix compró para su familia un rancho en Micanopy, Florida, cerca de Gainesville, en 1987, además de un terreno en Costa Rica.

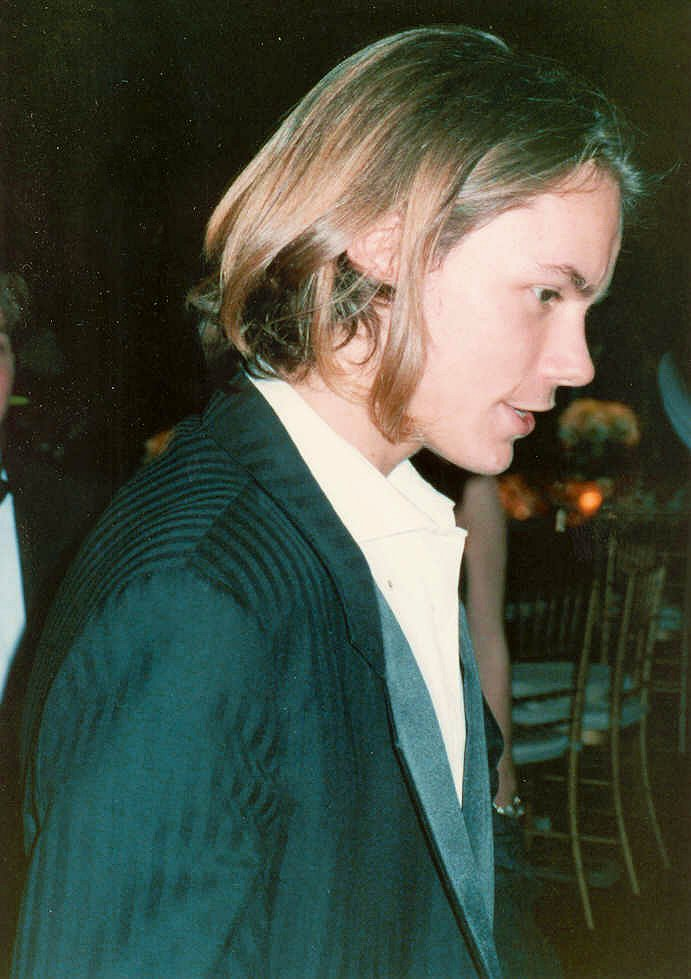
Phoenix en el Governor's Ball de la 61.ª edición de los Premios Óscar en marzo de 1989.

Su sexto largometraje fue Running on Empty (1988), de Sidney Lumet, por el que Phoenix, de dieciocho años, recibió el premio del National Board of Review al mejor actor de reparto y nominaciones al Globo de Oro y al Óscar, convirtiéndose en el sexto más joven nominado al premio Óscar en la categoría. Phoenix se puso de pie de un salto durante la ceremonia cuando Kevin Kline se le adelantó en el Oscar. «Tuve que impedir que River corriera a abrazar a Kevin», recordó su madre Arlyn. «Nunca se le pasó por la cabeza que no había ganado». En 1989, interpretó a un joven Indiana Jones en el prólogo del éxito de taquilla Indiana Jones y la última cruzada, tercera entrega de la franquicia Indiana Jones, dirigida por Steven Spielberg y protagonizada por Harrison Ford.
Phoenix fue fotografiado por Bruce Weber para Vogue y fue portavoz de una campaña de Gap en 1990. Protagonizó junto a Kevin Kline, Tracey Ullman, Joan Plowright y Keanu Reeves la película de comedia de 1990 I Love You to Death. Phoenix había conocido a Reeves mientras Reeves filmaba la película Parenthood de 1989 con el hermano de Phoenix, Joaquin, y su novia, Martha Plimpton; sin embargo, según los informes, Phoenix había hecho una audición para Bill en la entonces actual película de Reeves, Bill & Ted's Excellent Adventure, antes de que Alex Winter asumiera el papel.
Coprotagonizó con Lili Taylor la aclamada película independiente Dogfight (1991), dirigida por Nancy Savoca. En el drama romántico sobre la mayoría de edad ambientado en San Francisco, Phoenix interpretó a un joven marine estadounidense la noche antes de ser enviado a Vietnam en noviembre de 1963. Taylor comentó que Phoenix sufrió porque no podía distanciarse de su personaje: «Tampoco se había metido en ninguna [droga]; entonces también bebía. Era diferente [...] Esa fue en realidad una parte difícil para él, porque era radicalmente diferente de quién era él. Era un hippie y aquí estaba interpretando a este marine. De hecho, le causó mucha incomodidad. En realidad, no creo que le haya gustado entrar en esa psique».
Phoenix se reunió con Keanu Reeves para coprotagonizar la película de vanguardia de Gus Van Sant de 1991 My Own Private Idaho. En su reseña para Newsweek, David Ansen elogió la actuación de Phoenix como el estafador gay Michael Waters: «La escena de la fogata en la que Mike declara torpemente su amor no correspondido por Scott es una maravilla de delicadeza. En esta y en cada escena, Phoenix se sumerge tan profundamente en su interior. «Con su personaje casi olvidas que lo has visto antes: es una actuación asombrosamente sensible, conmovedora y cómica a la vez». Ganó la Copa Volpi al mejor actor en el Festival Internacional de Cine de Venecia de 1991. Además, Phoenix, de veintiún años, recibió el premio Independent Spirit al mejor protagonista masculino y el premio de la Sociedad Nacional de Críticos de Cine al mejor actor, convirtiéndose en el segundo ganador más joven del primero. Su actuación aclamada por la crítica ayudó a acercar el cine queer a un público general. La película y su éxito solidificaron su imagen como actor con potencial vanguardista y protagonista. En ese período, Phoenix comenzaba a consumir marihuana, cocaína y heroína con algunos amigos.
Por esta época, George Lucas se acercó a Phoenix para retomar su papel de un Indiana Jones más joven para The Young Indiana Jones Chronicles, una serie de televisión derivada producida por ABC que sirvió como precuela de las películas de Indiana Jones. Sin embargo, Phoenix declinó retomar el papel debido a que comenzó su carrera en diferentes sitcoms y luchó mucho por salir del medio televisivo, no estando dispuesto a regresar al mismo. El papel de un Indy más joven finalmente lo desempeñaron Corey Carrier y Sean Patrick Flannery, respectivamente.
Se asoció con Robert Redford y nuevamente con Sidney Poitier para el thriller de conspiración y espionaje Sneakers (1992). Un mes después, comenzó la producción del western de fantasmas Silent Tongue, de Sam Shepard (que se estrenó en 1994). Brad Pitt lo derrotó para el papel de Paul en A River Runs Through It. Luego, Phoenix protagonizó la película de Peter Bogdanovich con temática de música country, The Thing Called Love (1993), la última película completada antes de su muerte. Comenzó una relación con su coprotagonista Samantha Mathis en el set.

#### Proyectos inéditos y no filmados
La repentina muerte de Phoenix le impidió desempeñar varios papeles:
- Phoenix debía comenzar a trabajar en Interview with the Vampire: The Vampire Chronicles (1994) de Neil Jordan dos semanas después de su muerte.[34][35] Iba a interpretar el papel de Daniel Molloy, el entrevistador, que luego pasó a Christian Slater,[36][37] quien donó la totalidad de su salario de 250.000 dólares a dos de las organizaciones benéficas favoritas de Phoenix: Earth Save y Earth Trust.[38][39][40] La película tiene una dedicatoria a Phoenix después de los créditos finales.
- The Guardian sugirió en 2003 que «era probable» que Phoenix hubiera seguido a Interview with the Vampire: The Vampire Chronicles apareciendo como el hijo de Susan Sarandon en Safe Passage (1994), un papel que fue para Sean Astin.[36]
- Phoenix había firmado para el papel principal en Broken Dreams, un guion escrito por John Boorman y Neil Jordan (que será dirigido por Boorman) y coprotagonizado por Winona Ryder. La película quedó en suspenso debido a la muerte de Phoenix. En junio de 2012, se anunció que Caleb Landry Jones había sido elegido para el papel.[41]
- Gus Van Sant había persuadido a Phoenix para que aceptara interpretar el papel de Cleve Jones en Milk cuando originalmente planeaba hacer la película a principios de los años noventa.[42] El papel finalmente lo interpretó Emile Hirsch en 2008.
- Cuando a Gus Van Sant le preguntaron en la revista Interview: «Ibas a hacer una película con River sobre Andy Warhol, ¿verdad?», dijo, «Sí. River se parecía un poco a Andy en su juventud. Pero ese proyecto nunca salió adelante».[42]
- En 1988, según los informes, Phoenix llevaba consigo una copia de las memorias de 1978, The Basketball Diaries. Había oído que se estaba preparando una versión cinematográfica y quería interpretar el papel autobiográfico de Jim Carroll. La película se suspendió en numerosas ocasiones y cada vez se citó a Phoenix como el principal contendiente para el papel. The Basketball Diaries se hizo en 1995 con Leonardo DiCaprio, de diecinueve años, como protagonista.[43]
- Había expresado interés en interpretar al poeta del siglo XIX Arthur Rimbaud en Total Eclipse (1995) de la directora polaca Agnieszka Holland.[36] Phoenix murió antes de que se emitiera la película, y el papel finalmente fue para Leonardo DiCaprio.[44]
- Phoenix fue la elección original de James Cameron para interpretar a Jack Dawson en Titanic (1997), y el papel finalmente fue para Leonardo DiCaprio.[45]
- El escritor de cómics Lee Marrs afirmó en una entrevista de 2023 con el podcast IndyCast que Lucasfilm Ltd. consideró por un tiempo hacer una continuación de la serie de películas de Indiana Jones protagonizada por Phoenix como un Indy más joven, siendo esta la razón principal por la que Dark Horse Comics esperaba para seguir ejecutando su línea de cómics de Indiana Jones. La muerte de Phoenix en 1993 puso fin a esta opción y Dark Horse canceló su línea unos años más tarde, deteniendo el desarrollo de cualquier película de Indiana Jones hasta que Indiana Jones and the Kingdom of the Crystal Skull salieran en 2008.[46]

## Música
Aunque la carrera cinematográfica de Phoenix generaba la mayor parte de los ingresos de su familia, amigos cercanos y familiares han declarado que su verdadera pasión era la música. Phoenix fue cantante, compositor y guitarrista consumado. Había comenzado a aprender a tocar la guitarra por su cuenta a los cinco años y había declarado en una entrevista para E! en 1988 que el traslado de su familia a Los Ángeles cuando él tenía nueve años fue para que él y su hermana «pudieran convertirse en artistas discográficos. Me dediqué a la publicidad por motivos económicos y la actuación se convirtió en un concepto atractivo». Antes de conseguir un agente en funciones, Phoenix y sus hermanos intentaron forjar una carrera en la música tocando versiones en las calles del distrito de Westwood en Los Ángeles, a menudo siendo empujados por la policía porque las multitudes obstruían la acera. De los primeros frutos de su éxito cinematográfico, Phoenix ahorró 650 dólares para obtener su preciada posesión: una guitarra con la que escribió lo que describió como «folk-rock etéreo y progresivo».
Mientras trabajaba en A Night in the Life of Jimmy Reardon en 1986, Phoenix escribió y grabó una canción, «Heart to Get», específicamente para los créditos finales de la película. 20th Century Fox lo eliminó de la película terminada, pero el director William Richert lo volvió a colocar en su lugar algunos años después. Fue durante el rodaje que Phoenix conoció a Chris Blackwell de Island Records; Esta reunión le aseguraría más tarde a Phoenix un contrato de desarrollo de dos años con el sello. A Phoenix no le gustaba la idea de ser solista y disfrutaba de la colaboración; por eso se centró en formar una banda. Aleka's Attic se formó en 1987 y la formación incluía a su hermana Rain.
Phoenix se comprometió a ganar credibilidad por mérito propio y sostuvo que la banda no usaría su nombre para conseguir actuaciones que no fueran beneficios para organizaciones benéficas. El primer lanzamiento de Phoenix fue «Across the Way», coescrito con su compañero de banda Josh McKay, que fue lanzado en 1989 en un álbum benéfico para PETA titulado Tame Yourself. En 1991, Phoenix escribió y grabó una pieza hablada llamada «Curi Curi» para el álbum TXAI de Milton Nascimento. También en 1991, la canción «Too Many Colors» de Aleka's Attic se utilizó en la película My Own Private Idaho, que incluía a Phoenix en un papel protagónico.
Aleka's Attic se disolvió en 1992, pero Phoenix continuó escribiendo y actuando. Mientras trabajaba en la película The Thing Called Love en 1993, Phoenix escribió y grabó la canción «Lone Star State of Mine», que interpreta en la película. La canción no se incluyó en el álbum de la banda sonora de la película. En 1996, la canción de Aleka's Attic «Note to a Friend» fue lanzada en el álbum benéfico de 1996 In Defense of Animals; Volumen II y contó con Flea de Red Hot Chili Peppers en el bajo. Phoenix había colaborado con su amigo John Frusciante después de su primera salida de Red Hot Chili Peppers y las canciones «Height Down» y «Well I've Been» fueron lanzadas en el segundo álbum en solitario de Frusciante, Smile from the Streets You Hold, en 1997. Phoenix era un inversor en la House of Blues original (fundada por su buen amigo y coprotagonista de Sneakers Dan Aykroyd) en Cambridge, Massachusetts, que abrió sus puertas al público después de atender a un grupo de personas sin hogar el Día de Acción de Gracias de 1992.

## Activismo
Phoenix era un activista dedicado a los derechos de los animales y al medio ambiente. Era vegano desde los siete años. Fue un destacado portavoz de PETA y ganó su Premio Humanitario en 1992 por sus esfuerzos de recaudación de fondos. Su primera novia, Martha Plimpton, recordó: «Una vez, cuando teníamos quince años, River y yo salimos a cenar elegantemente a Manhattan y yo pedí cangrejos de caparazón blando. Él salió del restaurante y caminó por Park Avenue, llorando. Yo salí y él dijo: "Te amo tanto, ¿por qué?...". Tenía tanto dolor que yo estaba comiendo un animal, que no me había inculcado lo que era correcto».
En 1990, Phoenix escribió un ensayo de concienciación medioambiental sobre el Día de la Tierra dirigido a su base de jóvenes seguidores, que se imprimió en la revista Seventeen. Ayudó financieramente a muchas organizaciones ambientalistas y humanitarias y compró 800 acres (320 ha) de selva tropical en peligro de extinción en Costa Rica. Además de dar discursos en mítines para varios grupos, Phoenix y su banda a menudo presentaban beneficios ambientales para organizaciones benéficas reconocidas y locales en el área de Gainesville, Florida.
Hizo campaña a favor de Bill Clinton en las elecciones presidenciales estadounidenses de 1992.

## Vida personal
En febrero de 1986, durante el rodaje de The Mosquito Coast, Phoenix inició un romance con su coprotagonista Martha Plimpton. Se habían conocido un año antes, pero inicialmente no se agradaban. También coprotagonizaron la película de 1988 Running on Empty antes de que la relación terminara en junio de 1989 debido al uso de drogas de Phoenix. Los dos mantuvieron una estrecha amistad hasta su muerte. Plimpton declaró más tarde: «Cuando nos separamos, en gran medida aprendí que gritar, pelear y suplicar no lo iban a cambiar. Él tenía que cambiarse a sí mismo y no quería hacerlo todavía».
A roman à clef Pink del director Gus Van Sant afirma que Phoenix no era un consumidor habitual de drogas, sino ocasionalmente, y que el actor tenía un problema más grave con el alcohol. Phoenix siempre había tratado de ocultar sus adicciones porque temía que arruinaran su carrera como lo hicieron con su relación con Plimpton.
Durante el último año de su vida, en 1993, salió con su coprotagonista de The Thing Called Love, Samantha Mathis. Mathis estaba con Phoenix la noche de su muerte.

## Muerte

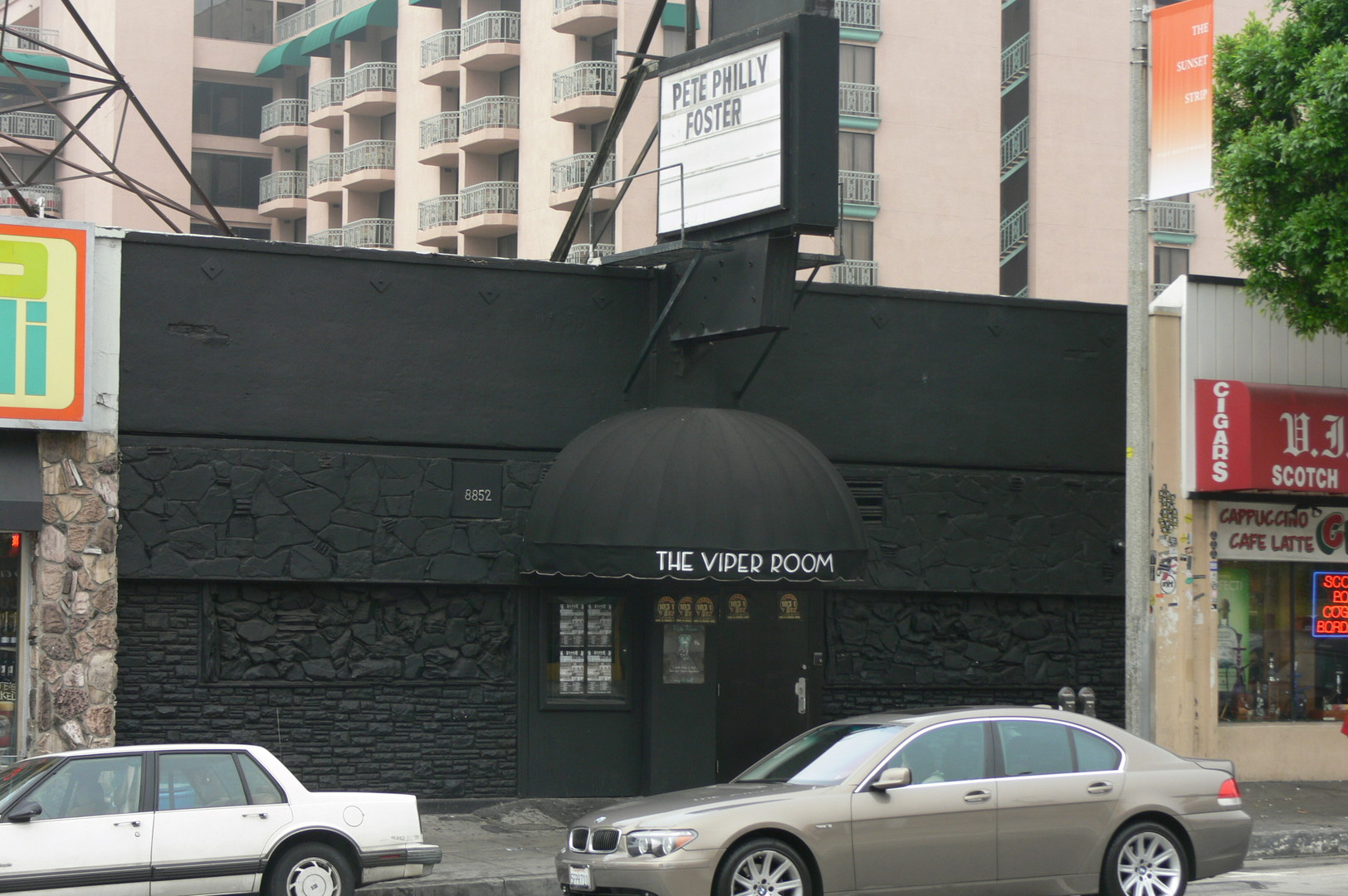
The Viper Room en Sunset Strip en Los Ángeles, donde murió Phoenix.

A finales de octubre de 1993, Phoenix había regresado a Los Ángeles después de pasar una semana en Nuevo México. Antes de eso, había pasado de seis a siete semanas en Utah para completar las tres semanas de tomas interiores que le quedaban en su último proyecto, Dark Blood. La película finalmente se completó en 2012.
En el libro de Bob Forrest, Running with Monsters, escribió que Phoenix pasó los días anteriores a su muerte en un atracón de drogas con John Frusciante de los Red Hot Chili Peppers. Phoenix y Frusciante consumían cocaína y heroína y llevaban varios días sin dormir.
En la noche del 30 de octubre de 1993, Phoenix llegó a The Viper Room, un club nocturno de Hollywood en parte propiedad de Johnny Depp, con su novia Samantha Mathis, su hermano Joaquin y su hermana Rain. Phoenix iba a actuar con la banda P, que incluía a los amigos de Phoenix, Flea y John Frusciante de Red Hot Chili Peppers, Gibby Haynes de Butthole Surfers, Al Jourgensen de Ministry y Depp.
Según Bob Forrest, durante la actuación de P, Phoenix le dio una palmada en el hombro para decirle que no se sentía bien y que pensaba que había tenido una sobredosis. Forrest le dijo a Phoenix que no creía que estuviera sufriendo una sobredosis porque podía ponerse de pie y hablar. No obstante, se ofreció a llevarse a Phoenix a casa, pero este último se negó, diciendo que se sentía mejor. Unos momentos más tarde, Forrest dijo que estalló una conmoción en el club y salió para encontrar a Mathis gritando mientras su novio yacía en la acera con convulsiones. Incapaz de determinar si Phoenix respiraba, Joaquin llamó al 911. Rain procedió a darle a Phoenix reanimación boca a boca.
Según Gibby Haynes, la banda estaba interpretando su canción «Michael Stipe» mientras Phoenix estaba afuera del lugar teniendo convulsiones en la acera. Cuando la noticia se filtró en el club, Flea abandonó el escenario y salió corriendo. En ese momento, los paramédicos habían llegado al lugar y encontraron a Phoenix cianótico, sufriendo un paro cardíaco y asistólico. Le administraron medicamentos en un intento de reiniciar su corazón.
Cuando llegó la ambulancia, Phoenix todavía estaba vivo y Flea lo acompañó al Centro Médico Cedars-Sinai. Los intentos de reanimar a Phoenix en el hospital no tuvieron éxito. Fue declarado muerto a la 1:51 a. m. PST de la mañana del 31 de octubre de 1993, a la edad de 23 años.

### Secuelas
Años más tarde, Samantha Mathis dijo que durante su relación con Phoenix, sabía que él estaba sobrio. Sin embargo, Mathis añadió que en los momentos inmediatamente previos a su muerte, ella «sabía que algo estaba pasando». Mathis añadió: «No vi a nadie consumiendo drogas [esa noche], pero estaba drogado de una manera que me hizo sentir incómodo». Añadió que «la heroína que lo mató no ocurrió hasta que estuvo en Viper Room». Mathis fue al baño y, de regreso a la mesa, vio a Phoenix peleando con otro hombre. Los porteros sacaron a ambos hombres del club. Mathis le gritó al otro hombre: «¿Qué has hecho? ¿En qué estás?» Otra persona respondió: «Déjalo en paz, estás arruinando su efecto». En ese momento, Phoenix había caído al suelo y había comenzado a convulsionar.
Tras la muerte de Phoenix, el club se convirtió en un santuario improvisado, con aficionados y dolientes dejando flores, fotografías y velas en la acera, así como mensajes de grafiti en las paredes del lugar. Se colocó un cartel en la ventana que decía: «Con mucho respeto y amor para River y su familia, The Viper Room está cerrado temporalmente. Nuestro más sentido pésame a toda su familia, amigos y seres queridos. Lo extrañaremos». El club permaneció cerrado durante una semana. Depp continuó cerrando el club todos los años el 31 de octubre hasta vender su parte en 2004.
El informe de la autopsia, finalizado el 15 de noviembre de 1993, afirmaba que había «altas concentraciones de morfina y cocaína en la sangre, así como otras sustancias en menores concentraciones». La causa de la muerte fue «intoxicación aguda por múltiples drogas».
El 24 de noviembre de 1993, Arlyn (quien luego cambió su nombre a Heart) Phoenix publicó una carta abierta en Los Angeles Times sobre la vida y la muerte de su hijo. Decía, en parte:

Sus amigos, compañeros de trabajo y el resto de nuestra familia saben que River no era un consumidor habitual de drogas. Vivía en nuestra casa de Florida y casi nunca formaba parte de la «escena de clubes» de Los Ángeles. Acababa de llegar a Los Ángeles desde la prístina belleza y tranquilidad de Utah, donde estuvo filmando durante seis semanas. Creemos que la emoción y la energía del club nocturno y la fiesta de Halloween estaban mucho más allá de su experiencia y control habituales. ¿Cuántas otras hermosas almas jóvenes, que permanecen anónimas para nosotros, han muerto por consumir drogas de forma recreativa? Es mi oración que la partida de River de esta manera centre la atención del mundo en cuán dolorosamente se están desgastando los espíritus de su generación.

River causó una gran impresión durante su vida en la Tierra. Encontró su voz y encontró su lugar. E incluso River, que tenía el mundo entero a su alcance para escucharlo, sintió una profunda frustración porque nadie escuchó. ¿Qué va a hacer falta? Chernóbil no fue suficiente. Exxon Valdez no fue suficiente. Una guerra sangrienta por el petróleo no fue suficiente. Si el fallecimiento de River abre nuestro corazón global, entonces doy gracias, querido hijo amado, por otro regalo más para todos nosotros.

Antes de su muerte, la imagen de Phoenix (de la que se lamentaba en las entrevistas) había sido limpia, debido en parte a su dedicación pública a sus diversos intereses sociales, políticos, humanitarios y dietéticos que no siempre fueron populares en los años ochenta. Como resultado, su muerte provocó una gran cobertura por parte de los medios de comunicación. Un escritor describió a Phoenix como «el James Dean vegano» y se hicieron comparaciones sobre la juventud y las muertes repentinas de ambos actores.
Phoenix fue incinerado y sus cenizas fueron esparcidas en el rancho familiar en Micanopy, Florida.

## Filmografía

### Cine
| Año  | Título                               | Papel                       | Notas |
| ---- | ------------------------------------ | --------------------------- | --- |
| 1985 | Explorers                            | Wolfgang Müller             | - Premio Young Artist a la mejor actuación en una película - Actor de reparto joven |
| 1986 | Stand by Me                          | Chris Chambers              | - Premio Young Artist Jackie Coogan |
| 1986 | The Mosquito Coast                   | Charlie Fox                 | - Premio Young Artist a la mejor actuación en una película - Actor principal joven |
| 1988 | A Night in the Life of Jimmy Reardon | Jimmy Reardon               | |
| 1988 | Little Nikita                        | Jeff Grant                  | |
| 1988 | Running on Empty                     | Danny Pope/Michael Manfield | - National Board of Review al mejor actor de reparto - Nominación — Óscar al mejor actor de reparto - Nominación — Globo de Oro al mejor actor de reparto |
| 1989 | Indiana Jones y la última cruzada    | Joven Indy                  | |
| 1990 | Te amaré hasta que te mate           | Devo Nod                    | |
| 1991 | My Own Private Idaho                 | Mike Waters                 | - Premio del Festival Internacional de Cine de Venecia al mejor actor - Premio de la Sociedad Nacional de Críticos de Cine al mejor actor - Premio Independent Spirit al mejor actor - Nominación — Premio del Círculo de críticos de cine de Nueva York al mejor actor |
| 1991 | Dogfight                             | Eddie Birdlace              | |
| 1992 | Sneakers                             | Carl Arbegast               | |
| 1993 | The Thing Called Love                | James Wright                | |
| 1993 | Even Cowgirls Get the Blues          | Pilgrim                     | Sin acreditar |
| 1993 | Dark Blood                           | Boy                         | Estrenada en 2012 |
| 1994 | Lengua silenciosa                    | Talbot Roe                  | Filmada en 1992 |

### Televisión
| Año            | Título                             | Rol                     | Notas |
| -------------- | ---------------------------------- | ----------------------- | --- |
| 1982-1983      | Seven Brides for Seven Brothers    | Guthrie McFadden        | 21 episodios - Premio Young Artist a la mejor actuación joven en una serie dramática (1984) - Nominación – Premio Young Artist a la mejor actuación joven en una nueva serie de televisión (1982) |
| 1984           | Celebrity                          | Jeffie (11 años)        | Miniserie |
| 1984           | ABC Afterschool Special            | Brian Ellsworth         | Episodio: «Backwards: The Riddle of Dyslexia» - Nominación – Premio Young Artist a la mejor actuación joven en película para televisión (con Joaquin Phoenix)                                     |
| It's Your Move | Brian                              | Episodio: «Pilot»       | |
| Hotel          | Kevin                              | Episodio: «Transitions» | |
| 1985           | Robert Kennedy & His Times         | Robert Kennedy, Jr.     | Miniserie |
| 1985           | Family Ties                        | Eugene Forbes           | Episodio: «My Tutor» |
| 1986           | Circle Of Violence: A Family Drama |                         | |

## Premios y distinciones
Premios Óscar
| Año  | Categoría              | Película                  | Resultado |
| ---- | ---------------------- | ------------------------- | --------- |
| 1989 | Mejor actor de reparto | Un lugar en ninguna parte | Nominado  |

Premios Globo de Oro
| Año  | Categoría              | Película                  | Resultado |
| ---- | ---------------------- | ------------------------- | --------- |
| 1988 | Mejor actor de reparto | Un lugar en ninguna parte | Nominado  |

Festival Internacional de Cine de Venecia
| Año  | Categoría                 | Película         | Resultado |
| ---- | ------------------------- | ---------------- | --------- |
| 1991 | Copa Volpi al mejor actor | My Private Idaho | Ganadora  |